# Luis Carniglia
Luis Antonio Carniglia (Olivos, 4 ottobre 1917 – Buenos Aires, 22 giugno 2001) è stato un calciatore e allenatore di calcio argentino, di ruolo attaccante.

## Caratteristiche tecniche

### Giocatore
Giocava come interno destro; era dotato di buona tecnica e discreta visione di gioco.

## Carriera

### Giocatore
Passò all'Atlas nel 1945. Nel giugno 1948 lasciò il Messico per tornare in patria.

### Allenatore
Inizia subito la carriera di allenatore nel suo ultimo club da calciatore professionista, il Nizza. Con la squadra della costa azzurra si aggiudica il titolo francese al suo primo anno da mister. Si posiziona al 2º posto nella Coppa Grasshoppers, con solo tre punti di distacco dal club vincitore del torneo. Nel 1957 viene ingaggiato dal Real Madrid campione d'Europa con il quale si aggiudica due Coppe dei Campioni (1958 e 1959) e una Liga (1958). Fu cacciato da Santiago Bernabéu in seguito alla scelta di lasciare in panchina Ferenc Puskás nella finale della Coppa dei Campioni 1958-1959.
Ha guidato anche alcune squadre italiane, tra cui la Fiorentina (con la quale perse la finale di Coppa Italia 1959-1960), la Roma (con la quale vinse la Coppa delle Fiere nel 1961), il Milan (sconfitto nella Coppa Intercontinentale del 1963 contro il Santos di Pelé) e la Juventus. È stato per tre stagioni allenatore del Bologna, raggiungendo un secondo ed un terzo posto, prima di essere esonerato nel gennaio del 1968, a seguito della sconfitta per 4-2 contro il Milan, e sostituito da Viani.
Suo figlio Luis Carniglia Jr. ha militato in Serie A con la maglia della Sampdoria.

## Palmarès

### Giocatore

#### Competizioni nazionali
- Campionato argentino: 1

Boca Juniors: 1940
- Copa Ibarguren: 1

Boca Juniors: 1940
- Coppa del Messico: 1

Atlas: 1945-1946
- Campeón de Campeones: 1

Atlas: 1946
- Campionato francese: 1

Nizza: 1951-1952
- Coppa di Francia: 1

Nizza: 1951-1952

### Allenatore

#### Competizioni nazionali
- Campionato francese: 1

Nizza: 1955-1956
- Campionato spagnolo: 1

Real Madrid: 1957-1958

#### Competizioni internazionali
- Coppa dei Campioni: 2

Real Madrid: 1957-1958, 1958-1959
- Coppa delle Fiere: 1

Roma: 1960-1961